# Adrián Maderna
Adrián Darío Maderna (Río Hondo, 23 de enero de 1979) es un abogado, licenciado en ciencias políticas y dirigente político argentino, que ejerció como intendente de la ciudad de Trelew, Chubut durante dos periodos consecutivos. 
En octubre del 2015,  se impuso holgadamente en las elecciones generales por la intendencia de la Municipalidad de Trelew. El 11 de diciembre del mismo año logra asumir como mandatario municipal por primera vez. El 24 de octubre del año 2019 logra ser reelegido por la ciudadanía trelewense por cuatro años más, hasta el 2023.

## Familia y estudios
Nació en la localidad de Termas de Río Hondo, provincia de Santiago del Estero el 23 de enero del año 1979. 
Es hijo de Elena Catalina Marcelino y de Andrés Agustín Maderna (1942-2015); su padre fue ex gerente del Banco de la Nación Argentina y docente.
Sus estudios primarios los realizó en el Colegio Don Bosco de Rawson, capital de Chubut. Luego finalizó sus estudios secundarios en el Colegio Nacional de Trelew.
Cursó la Carrera de Ciencias Políticas en la Universidad Nacional de la Patagonia San Juan Bosco, entre el año 2000 y 2005.

## Carrera política
Sus inicios se dieron durante su adolescencia, con un desarrollado perfil peronista. Comenzó a participar dentro del Partido Justicialista del Chubut en el año 2000, durante sus estudios universitarios. Tuvo su primer cargo público en el año 2004 como director de Juventud. 
En 2005 fue coordinador de Intendencia durante la gestión municipal de Gustavo Mac Karthy (2004-2010), hijo de César Mac Karthy. 
En el año 2007 ocupó el cargo de secretario de Desarrollo Social de la Municipalidad de Trelew. Y en el año 2011 fue seleccionado para desempeñarse como ministro de la Familia de la Provincia del Chubut durante la gestión de Martín Buzzi.
Durante su gestión en la cartera provincial, Maderna puso en funcionamiento 33 programas específicos destinados a la Niñez, Adolescencia y Familia, que tienen que ver, entre varias cuestiones, con la libertad asistida, la prevención de adicciones y de la violencia familiar. Se realizó un trabajo coordinado con el Ministerio de Salud del Chubut y la Secretaría de Cultura y Chubut Deportes, entre otras áreas provinciales, con el objetivo de fortalecer las acciones en defensa de los derechos de los niños, niñas y adolescentes.
Debido a dicha actuación gubernamental, en el 2013, Adrián Maderna fue designado como vicepresidente del Consejo Federal de la Niñez, Adolescencia y Familia.
En las elecciones municipales de Argentina del 2015 fue elegido como Intendente de la Municipalidad de Trelew, Chubut.
El primer mandato de Maderna al frente de la Municipalidad de Trelew se destaca la impronta de la gestión de cara al vecino con el Programa Municipal “Trelew Primero”. El objetivo fue instalar el gabinete municipal en los barrios. Los funcionarios de las diversas áreas municipales se disponían a escuchar a los vecinos y tomar notas de las problemáticas que aquejaban al vecindario y las posibles soluciones que podían surgir durante el encuentro. 
Entre otros de los ejes de su gestión, se suman: el impulso a las actividades deportivas, educativas, culturales en todas sus especialidades. Se fortaleció la Coordinación de Viviendas para dar respuestas a las necesidades habitacionales de las familias más vulneradas de la ciudad. Además, de darle una impronta al Turismo local, la prevención en salud, un programa integral de limpieza para la ciudad, y el fuerte apoyo al desarrollo humano y de la familia trelewense. En particular a la niñez y adolescencia, a la mujer y la Tercera Edad.
En el 2019, Maderna fue reelegido en las elecciones generales municipales de Argentina 2019. Desempeñó el cargo hasta el 10 de diciembre de 2023.